# الجيش الإسلامي في العراق
الجيش الإسلامي في العراق
هو تنظيم جهادي إسلامي سلفي عراقي يوصف من قبل الحكومة العراقية بالارهابي وهو أحد الجماعات المنضوية تحت جبهة الجهاد والاصلاح اسس قبل احتلال العراق بتاريخ (2002 ديسمبر1) وهو سني معتدل، يعتقد بان أسلوبه القتالي مستند على حروب الشوارع.
تبنت جماعة الجيش الإسلامي مئات العمليات الهجمات المسلحة في عدة مناطق من العراق استهدف معظمها القوات الأمريكية وقوات الجيش والشرطة نفذ قسم منها في بغداد والأنبار صلاح الدين وديالى ونينوى وبابل وبعض المحافظات الأخرى، اشتهر بعد اصداره أربعة أفلام بعنوان قناص بغداد لاقت صدى وانتشار واسع في العراق.

## المواقف والسياسات
أعلن التنظيم أنه يرفض العملية السياسية الجارية في العراق وأعلن معارضته لصيغة الدستور الدائم وكذلك فقد أعلن انه يرفض استهداف المدنيين العراقيين، وامتناعه عن استهداف المراكز الانتخابية خلال الانتخابات التي شهدتها الساحة العراقية وفقاً للتعميم الصادر عنه في 12 ديسمبر/كانون الأول 2005. وكانت الجماعة، في بيان لها في يناير/كانون الأول 2006، قد نفت إجراء مفاوضات يرعاها رئيس الجمهورية جلال طالباني، وأكدت استمرارها في طريق «الجهاد» على حد وصفها إلى حين تحقيق أهدافها في الحرية والاستقلال. واعتبر الناطق باسمها في تصريح له بمطلع مايو/أيار 2006 أن «السلاح خيارنا الاستراتيجي لمقاومة أعدائنا» حسب وصفه
وقد خطفت الجماعة القنصل الإيراني على طريق كربلاء عام 2004 وعرضته في إصدارها الرابع (ولكن الله رمى) وعرضته للمبادلة مع الأسرى العراقيين في إيران.

## التحالفات والتنسيق
ذكرت مصادر إعلامية أن الجيش الإسلامي في العراق ينسق مع جيش المجاهدين، وكتائب ثورة العشرين والجبهة الإسلامية للمقاومة العراقية، ضمن ما يسمى «مجلس التنسيق الرباعي» الذي تشكل في اجتماع ضم ممثلين عن هذه الفصائل، والذي عقد في مدينة الرمادي بمنتصف عام 2005. وما يرجح صحة هذه الأنباء أن هذه الجماعات الأربع تتبنى مواقف سياسية متقاربة، وتصدر أحياناً بيانات مشتركة، مثل البيان الصادر في 20 نوفمبر/تشرين الثاني 2005، والذي تعلن فيه رفضها لصيغة الدستور، وتصفه بأنه «أم الشرور»، وتتبنى عمليات مسلحة بصورة مشتركة.

## النشاطات الأخرى
أعلن الجيش الإسلامي في العراق مسؤوليته عن محاولة اغتيال السياسي العراقي أحمد الجلبي، زعيم المؤتمر الوطني العراقي، في 1 سبتمبر 2004، والتي قُتل فيها اثنان من حراسه الشخصيين، وأصيب اثنان، وفقد اثنان (اعترف الجيش الإسلامي العراقي بأسر واحد من حرس الجلبي الشخصي وإعدام الآخر)، ونجا الجلبي سالمًا.
في 22 أبريل 2005، أصدر الجيش الإسلامي مقطع فيديو لأعضائها وهم يقتلون مقاولًا مدنيًا بلغاريًا نجا بعد إسقاط طائرته المروحية. وساعدوه على الوقوف على قدميه ثم أطلق عليه 27 رصاصة. كما تدعي المجموعة أنها أسقطت طائرة تجارية في العراق، على الرغم من أن المسؤولين يؤكدون أن سبب الحادث هو الضباب. أسفر الحادث عن مقتل 34 شخصًا.
في عام 2006، نشرت مقاطع فيديو لقناص وهو يقتل قوات التحالف. الاسم الحركي للقناص هو «جوبا». ووزعت مقاطع فيديو القناص هذه مجانًا على المواطنين العراقيين على أقراص مدمجة كجزء من حملة دعاية وللتجنيد وكوسيلة لشن حرب نفسية على قوات التحالف. وبثت قناة الزوراء التلفازية فيديوهات للجيش الإسلامي وعن الهجمات على قوات التحالف بقيادة الولايات المتحدة في العراق.
اعتبارًا من عام 2011، وزعت محتويات المجموعة على شبكة الإنترنت من قبل كتيبة الجهاد الإعلامية (مترجمة إلى الإنجليزية) وقسم الإعلام في الجيش الإسلامي في العراق (مترجمة بالعربية). وقد اعتبرت هذه الجماعة متميزة عن القاعدة والجماعات المرتبطة بها مثل مؤسسة السحاب الإعلامية وأنصار المجاهدين وشبكة الفداء الإسلامية.

## الاسرى
كانت المجموعة مسؤولة عن اختطاف الأشخاص التالية أسماؤهم الذين أفرج عنهم سالمين:
- فريدون جهاني، القنصل الإيراني.
- جورج مالبرونو وكريستيان شيسنو صحفيان فرنسيان.
- مروان إبراهيم الكسار ومحمد جودت حسين عمال كهرباء لبنانيون.
- اختطاف أنجيلو ديلا كروز، سائق شاحنة فلبيني.
- روزيداه أنوم ورفيكان بنت أمين، إندونيسيات.

يُعتقد أن المجموعة مسؤولة عن إعدام الأجانب التالية أسماؤهم:
- إنزو بالدوني، صحفي إيطالي قُتل في 26 أغسطس 2004.
- رجاء آزاد مهندس، وسجد نعيم سائقه، باكستانيون يعملون في العراق لصالح شركة كويتية قُتلوا في 28 يوليو 2004.
- داليبور لازاريفسكي ودراجان ماركوفيتش وزوران ناسكوفسكي، مواطنون من جمهورية مقدونيا، يعملون لدى شركة سوفان الهندسية ومقرها الإمارات العربية المتحدة بموجب عقود من الجيش الأمريكي ومقاوليه من القطاع الخاص. تم القبض على الثلاثة في أغسطس 2004 وأكدت الحكومة المقدونية إعدامهم بحلول 21 أكتوبر 2004. واعلن عن استلام مقاطع فيديو من الجماعة تصور عمليات قطع رؤسهم، ولكن لم تبث على قناة الجزيرة في 17 أكتوبر 2004.
- رونالد شولز، كهربائي متعاقد مع الجيش ألامريكي، قُتل في 8 ديسمبر 2005.

## انتقادات
يتهم الجيش الإسلامي بالانخراط في الاقتتال الطائفي في أعوام 2006 و2007 ونشط في جنوب بغداد والكرخ واعلن في عدة بيانات عن قيامه بقتل وتصفية عناصر وقادة من جيش المهدي وفصائل ومنظمات شيعية أخرى وكذلك فقد تم اتهامه بالمشاركة في تشكيل الصحوات في محافظة بغداد والانبار حيث ان شخص ادعى انه أحد قادة التنظيم قال في اتصال هاتفي مع قناة الجزيرة أن التنظيم يشارك في قتال تنظيم القاعدة في منطقة العامرية

## القتال ضد القاعدة
طالع أيضًا: صراعات المقاومة العراقية
في أوائل عام 2007، انخرط الجيش الإسلامي في نزاع مسلح ضد القاعدة في العراق. وفي يونيو انتهى ذلك بوقف إطلاق النار بين الجماعتين المتنافستين. ونقلت وكالة المخابرات الإسرائيلية عن قادة الجماعتين قولهم «أهم شيء هو ان واجبنا المشترك هو محاربة الامريكيين.» ومع ذلك، لم تتخذ الجماعة مطلقًا فلسفة القاعدة ورفضت الانضمام إلى دولة العراق الإسلامية التي يقودها تنظيم القاعدة.
وبحسب مصادر عراقية، فإن مقاتلين من الجيش الإسلامي قاتلوا مسلحي القاعدة حول سامراء مرتين على الأقل في أكتوبر ونوفمبر 2007، وهو مؤشر محتمل على انهيار وقف إطلاق النار الذي تم التوصل إليه في وقت سابق من ذلك العام (ومع ذلك، أصدر مسؤولو التحالف في وقت لاحق بيانا زعموا فيه أن رجال الشرطة العراقية وقوات التحالف، وليس مقاتلي الجيش الإسلامي، نفذوا العملية الأخيرة في سامراء). علاوة على ذلك، على الرغم من أن الجيش الإسلامي نفى انضمامه إلى الجيش الأمريكي، أفادت العديد من وسائل الإعلام أن العديد من قادة الجيش الإسلامي في بغداد وحولها يعملون مع التحالف الذي تقوده الولايات المتحدة لمواجهة القاعدة في العراق.

## قناص بغداد
قناص الراحل وكنيته أبو صالح هو قناص تابع للجيش الإسلامي في العراق يستهدف قوات التحالف. ظهر ضمن سلسلة أفلام يقوم بإنتاجها الجيش الإسلامي في العراق تحت عنوان قناص بغداد، وأعلن أنه قتل 645 جندياً أمريكياً، اصدر له العديد من الأفلام، وكان آخرها الإصدار الثالث الذي تم إصداره في أوائل عام 2008، بالتزامن مع عيد الأضحى يلقب جنود التحالف قناص بغداد بكلمة جوبا، وهي كلمة ذات عدة معاني ترتبط كلها بالموت، ومن معاني هذه الكلمة رقصة زنجية ترمز إلى الموت.

## انتهاكات
وهو متهم برتكاب جريمة مجزرة عرس الدجيل التي راح ضحيتها 70 شخص في منطقة الدجيل في صلاح الدين الا ان الجماعة نفت عن نفسها هذه التهمة في بيان لها.

## تحالفه مع داعش
ظهر التنظيم في فيديو وهو يقاتل مع داعش في بداية عام 2014 في ناحية العظيم في محافظة ديالى (بحاجة الى دليل)، وظهر بعدها مؤسسها الشيخ أحمد الدباش وأعلن أن الجيش الإسلامي في العراق «سيسترد» بغداد مع داعش وقال نحن هنا لمحاربة أي احتلال، سواء كان أميركيًا أو إيرانيًا. ولدينا عدو مشترك مع داعش الآن، ولهذا نحن نحارب جنبًا إلى جنب.

## نهاية النشاط ومحاولة إعادة احيائه
اختفى نشاط الجماعة منذ نهاية الحرب الأهلية العراقية وتحديدأ منذ 9 ديسمبر 2017 ولم تنسب للجماعة إي هجمات داخل العراق، وذكرت مصادر عديدة عن وجود مخطط سياسي وعشائري لإعادة إحياء «الجيش الإسلامي» في محافظة صلاح الدين لتحقيق مكاسب اقتصادية وإرباك الوضع الأمني، وبين أن الهدف من ذلك هو «الهيمنة على اموال المشاريع والمنح المالية، وتوظيفها لتأسيس حزب سياسي ومن ثم تعزيزه بجناح عسكري لاحقاً».
في 9 نيسان 2024م قام الجيش الإسلامي في العراق ببث اصدار مرئي وثائقي جديد بعنوان ( حي على الجهاد) وتناول فيه بعض الأحداث والمعارك التي شارك فيها الجيش كما اعلن عن عداوته الصريحة لتنظيم داعش بعد ان اتهمه بتعطيل الجهاد في العراق وافشال المخطط السني والتواطئ مع اجهزة المخابرات الامريكية والايرانية للقضاء على الفصائل السنية المسلحة وارغامهم على البيعة او القاء السلاح ودعا اهل السنة للدفاع عن انفسهم والقتال في سبيل الله.